# Haji Bagcho
Haji Bagcho Sherzai, également connu sous le nom de Haji Bagh Chagul ou Haji Bagcho (né en 1954), est un trafiquant de drogue condamné originaire d'Afghanistan. Il est accusé par les États-Unis d’avoir des liens avec les talibans. Il a été reconnu coupable le 13 mars 2012 par un jury du tribunal de district des États-Unis pour le district de Columbia de complot, de distribution d'héroïne destinée à être importée aux États-Unis et de narcoterrorisme.

## Biographie

### Carrière criminelle
Un registre, répertoriant les activités de Haji Bagcho en 2006, faisait état de transactions d'héroïne de plus de 123 000 kilogrammes, d'une valeur de plus de 250 millions de dollars,.
Haji Bagcho a utilisé une partie des revenus de sa drogue pour financer le gouverneur taliban de la province de Nangarhar et deux commandants talibans responsables des activités insurgées dans l'est de l'Afghanistan avec de l'argent, des armes et d'autres fournitures afin qu'ils puissent poursuivre leur « djihad » contre les troupes occidentales et le gouvernement afghan,.
Selon les données compilées par l'Office des Nations Unies contre la drogue et le crime, en 2006, les activités de Haji Bagcho représentaient environ 20 % de la production mondiale d'héroïne pour cette année-là.

### Condamnations
En juin 2009, Haji Baghcho a été arrêté en Afghanistan et extradé vers les États-Unis. Khadi Gul, son jeune frère, a nié que Haji ait fourni de l’argent aux talibans. 
Haji Bagcho, impliqué dans le trafic de drogue depuis au moins les années 1990, a été condamné à une amende de 254 203 032 $ (plus de 160 000 000 £).
Avec l'aide de témoins coopérants, dont les Forces nationales de sécurité afghanes (ANSF), et de registres trouvés lors de perquisitions à son domicile, la Drug Enforcement Administration (DEA) a préparé une affaire criminelle majeure.
En juin 2012, Haji Bagcho est la deuxième personne à être condamnée en vertu de la loi américaine sur le narcoterrorisme. Il a été libéré le 16 décembre 2022.

### Vie privée
On pense qu'il vivait dans le village de Marco, dans la province de Nangarhar. Il possédait également un complexe à Hayatabad, à l’extérieur de Peshawar, au Pakistan.
Il est marié et père de plusieurs enfants. Son fils aîné s'appellerait Sucha Gul.